# Josef Rudolf Lewy
Josef Rudolf Lewy   (Nancy, 2 d'abril de 1802 - Radebeul, 9 de febrer de 1881) era un músic franc-alemany (trompa) i compositor. Fou el germà petit d'Eduard Constantin Lewy (1796-1846).
Joseph Rodolphe (després Josef Rudolf o Joseph Rudolph) Lewy va créixer amb el seu germà gran Eduard Constantin amb el seu pare, violoncel·lista a la capella del duc de Zweibrücken. Va estudiar com el seu germà al Conservatori de París a la classe de trompa de F. Duvernoy.
El seu germà el va portar com a violonista i trompista a Basilea, des d'on va iniciar amb la recomanació de Lindpaintner com a trompetista a la capella real de Stuttgart. El seu germà el va portar el 1826 a canviar a l'Orquestra de l'òpera de la Cort Imperial a Viena. Allà, els dos germans van emocionar "commovent-se per la seva excel·lent interacció".
Amb el començament de la dècada de 1830, Josef Rudolf va abandonar la seva feina permanent i va viatjar per Europa, per la qual cosa va arribar a Alemanya, Anglaterra, França i Suècia, on va ser homenatjat a Estocolm com a director musical "a la Flota". El 1837 Lewy va ser cridat a Dresden, on va exercir com a primer intèrpret de trompa de la banda real sota el director d'orquestra Richard Wagner.
L'any 1851 Lewy es va jubilar i va viure en aquest moment a l'Oberlößnitz, més exactament al municipi Serkowitz, avui un quart de Radebeul, on va estendre el seu nom al nom de naixement de la seva dona Laura Caroline a Lewy Hoffmann. Les composicions de Lewy van ser publicades per "Kistner i Breitkopf & Härtel" a Leipzig, per Diabelli, Maximilian Josef Leidesdorf i Müller a Viena. Dotze dels seus estudis pel senzill i per la trompa cromàtica van ser elogiats al "New Journal of Music". Després de la mort de Lewy, diversos diaris, incloent-hi revistes musicals, van difondre la notícia que havia inventat la trompa francesa cromàtica.
Un engany, l'autor Fürstenau ho deixa clar en el seu article a la propera frase. Tot i això, Lewy va ser un dels primers virtuosos de la trompa a utilitzar el corn de la vàlvula i es considera un pioner d'aquest nou instrument. Moltes de les seves composicions estan compostes per la trompa de vàlvula.

## Treballs
- Grand Duo op. 6 per a trompa i piano;
- Das Körbchen & Freundschaft oder Liebe op. 7:dues cançons per a veu, trompa i piano;
- Divertissement op. 11 (sobre temes de l'òpera Les Huguenots de Giacomo Meyerbeer) per a trompa i piano;
- Morceau de Salon, op.12 (sobre temes de l'òpera I puritani de Vincenzo Bellini) per a trompa i piano;
- Divertissement op. 13 (sobre temes de Franz Schubert) per a trompa i piano;
- 12 estudis per a trompa amb acompanyament del piano;
- Concertino per a trompa i orquestra.